# بينت لوفكيست
بينت لوفكيست (بالدنماركية: Bent Løfqvist) (من مواليد 26 فبراير 1936 في كوبنهاغن في الدنمارك) هو لاعب كرة قدم دنماركي سابق، لعب بمركز رأس الحربة المهاجم. شارك مع عدة أندية منها نادي أودنسه ونادي بولد كلوب 1913 الدنماركيين، ونادي ميتز الفرنسي. لعب مع المنتخب الدنماركي مباراة واحدة فقط.
فاز في موسم 1961–62 بلقب هداف دوري أبطال أوروبا مع نادي بولد كلوب 1913، حيث سجل 7 أهداف.

## روابط خارجية
- بينت لوفكيست على موقع قاعدة بيانات كرة القدم.إي يو (الإنجليزية)
- بينت لوفكيست على موقع ناشيونال فوتبول تيمز (الإنجليزية)
- بينت لوفكيست على موقع عالم كرة القدم.نت (الإنجليزية)